# Ver-sur-Launette

Ver-sur-Launette este o comună în departamentul Oise, Franța. În 1 ianuarie 2022 avea o populație de 1.155 de locuitori.